# Ramlösa Södra IF
Ramlösa Södra IF är en fotbollsförening i Helsingborg som grundades den 24 november 2007 genom samgåendet av klubbarna Helsingborgs Södra BIS och Ramlösa BoIS. Föreningens A-lag låg som högst i Division 2 Södra Götaland fram till 2013 då A-lagsverksamheten och division 2-platsen övertogs av Helsingborgs IF under namnet HIF Akademi. Därefter gällde spel i Division 6 fram till att klubben kvalade upp till Division 5 säsongen 2015. Säsongen 2016 vann de sin Division 5 och spelar därmed division 4 säsongen 2017. Numera spelar man i div 5 Föreningen spelar sina hemmamatcher på Hedens IP och Ättekulla IP.

## Historia

### Helsingborgs Södra BIS
Helsingborgs Södra Boll- och Idrottssällskap grundades den 30 november 1991 efter en sammanslagning av klubbarna Helsingborgs Södra BK, Helsingborgs BoIS och BK Drott. Helsingborgs Södra BK grundades i sin tur 1985 i och med sammanslagningen av Skogens AIS och Hästhagens IF. BK Drott var den mest kända klubben vid sammanslagningen 1991.

### Ramlösa BoIS
Ramlösa Boll- och Idrottssällskap bildades 1937 och dess representationslag har som högst befunnit sig i division 2. År 1937 såg föreningen Ramlösa BoIS dagens ljus för första gången. En interimsstyrelse bildades på Bengtssons café och i denna satt bland annat Evert Jönsson, Stig Nilsson och Åke Malm. Det första lagfotot på Ramlösa BoIS representationslag är från 1938. Storhetsperioden var under senare delen av 80-talet, med derbyn mot Helsingborgs IF. Detta inträffade säsongerna 87-88 och under dessa år tampades man om titeln "stans bästa klubb". 
Den allra första planen låg mitt ibland Ättehögarna, de gamla vikingagravarna, alldeles intill björkdungen i utkanten av Ättekullaskogen i de södra delarna av Helsingborg. Planen var lika ojämn som charmig och många äldre fotbollsspelare i Helsingborg minns den "knudiga" gräsängen med både glädje och fasa. Sedermera flyttade Ramlösa BoIS några hundra meter åt nordost och höll under ett antal decennier till utmed nuvarande Rusthållsgatan. En idag livligt trafikerad väg, men då snarast en tillrättalagd grusstig. Ytterligare några år senare flyttade klubben en kilometer söderut och integrerades då med det nybyggda bostadsområdet Ättekulla och Raus Södra, där klubben (numera Ramlösa Södra IF) bedriver sin verksamhet efter sammanslagningen med Helsingborg Södra år 2008.

### Efter sammanslagningen
Innan sammanslagningen hade Helsingborgs Södra spelat i fotbollens Division 2 Södra Götaland och Ramlösa i division 6. Föreningen delades efter sammanslagningen upp i två lag: ett som spelade i division 2 under namnet Ramlösa Södra FF och ett som spelade i division 6 under namnet Ramlösa FF. Helsingborgs Södra spelade tidigare i helrött och Ramlösa i helblått, varför föreningens nya färger blev rött och blått (rödblårandig tröja, blå byxa och strumpor). År 2013 övertogs Ramlösa Södra FF:s A-lagsverksamhet av Helsingborgs IF tillsammans med dess plats i division 2 under namnet Akademi HIF. I samband med detta bytte division 6-laget Ramlösa FF namn till Ramlösa Södra IF. Numera är hemmadressen vit tröja, svarta byxor och vita strumpor. Bortastället är helsvart.